# Clonaria canaliculata
Clonaria canaliculata är en insektsart som först beskrevs av Sjöstedt 1924.  Clonaria canaliculata ingår i släktet Clonaria och familjen Diapheromeridae. Inga underarter finns listade i Catalogue of Life.